# A testvériség (film)
A testvériség (eredeti cím: The Covenant) 2006-ban bemutatott amerikai természetfeletti horrorfilm, melyet J. S. Cardone forgatókönyvéből Renny Harlin rendezett. A főbb szerepekben Steven Strait, Sebastian Stan, Laura Ramsey, Taylor Kitsch, Jessica Lucas, Toby Hemingway és Chace Crawford látható.
Az Amerikai Egyesült Államokban a Sony Pictures Releasing mutatta be a mozikban 2006. szeptember 8-án. Bár lesújtó kritikákat kapott, bevételi szempontból mérsékelt sikert ért el.

## Cselekmény
A Massachusetts állambeli Ipswichben a Spenser Akadémia négy tanulója – Caleb Danvers, Pogue Parry, Reid Garwin és Tyler Simms – az „ispwitchi fiúk” néven közismert. Mindannyian egy 17. századi boszorkányközösség leszármazottjai, ezáltal mágikus képességekkel rendelkeznek, mely 18 éves korukig egyre erősödik. Azonban minél többször használják ezeket, életerejük annál jobban megfogyatkozik, amely korai öregedéshez és halálhoz vezethet.
Hamarosan felbukkan egy ötödik leszármazott is, akinek őseit annak idején száműzték és most vissza akarja nyerni hatalmát – bármilyen eszközzel.

## Szereplők
| Szerep                                       | Színész          | Magyar hang    |
| -------------------------------------------- | ---------------- | -------------- |
| Caleb Danvers, ispwitchi fiú                 | Steven Strait    | Szabó Máté     |
| Chase Collins                                | Sebastian Stan   | Nagy Sándor    |
| Sarah Wenham                                 | Laura Ramsey     | Molnár Ilona   |
| Pogue Parry, ispwitchi fiú                   | Taylor Kitsch    | Előd Botond    |
| Kate Tunney                                  | Jessica Lucas    | Lamboni Anna   |
| Reid Garwin, ispwitchi fiú                   | Toby Hemingway   | Simonyi Balázs |
| Tyler Simms, ispwitchi fiú                   | Chace Crawford   | Szente Vajk    |
| Aaron Abbot                                  | Kyle Schmid      | Zámbori Soma   |
| Kira Snider                                  | Sarah Smyth      |                |
| Evelyn Danvers, Caleb anyja                  | Wendy Crewson    | Molnár Zsuzsa  |
| William Danvers III, Caleb apja              | Stephen McHattie |                |
| Provost Higgins, a Spenser Akadémia vezetője | Kenneth Welsh    | Kristóf Tibor  |
| Bordy Becklin                                | Jon McLaren      |                |
| srác a partin                                | Steven Crowder   |                |

## Fogadtatás

### Kritikai visszhang
A film negatív kritikákat kapott. A Rotten Tomatoes-on 77 kritika összegzése alapján 4%-on áll. A weboldal szöveges értékelése szerint „A testvériség egy tini szappanoperaként bontakozik ki, tele csinos arcokkal, merev színészi játékkal, nevetséges párbeszédekkel és kevés feszültséggel.”
A Rotten Tomatoes minden idők 100 legrosszabb filmjét felsorakoztató listáján a 88. helyezést érte el.

### Bevételi adatok
Az amerikai bemutató hétvégéjén a film első helyen nyitott a mozikban, 8,9 millió dolláros bevétellel, melyet a korabeli beszámolók „gyenge” hétvégének tartottak. A testvériség az Egyesült Államokban 23,4 millió, míg a többi országban 14,2 millió dolláros bevételt ért el. Összbevétele így 37,6 millió dollár lett, 20 milliós költségvetés mellett.

## Fordítás
- Ez a szócikk részben vagy egészben  a   The Covenant (2006 film) című angol Wikipédia-szócikk ezen változatának fordításán alapul.  Az eredeti cikk szerkesztőit annak laptörténete sorolja fel. Ez a jelzés csupán a megfogalmazás eredetét és a szerzői jogokat jelzi, nem szolgál a cikkben szereplő információk forrásmegjelöléseként.